# Istaravchan
Istaravchan (en tadjik:. Истаравшан, autrefois Oura-Tubé) est une ville du Tadjikistan dans la province de Soghd qui est le chef-lieu administratif du district d'Istaravchan. Jusqu'à  l'an 2000, la ville s'appelait Oura-Tubé. Sa population était de 57 400 habitants en 2013.

## Géographie
La ville se trouve au nord du Tadjikistan dans les contreforts des monts Turkestan à 78 km de Khodjent. Elle se trouve à 1 178 mètres d'altitude. les étés sont chauds et secs et les hivers très neigeux.

## Galerie

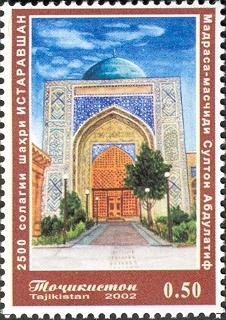
Timbre représentant une porte de la ville
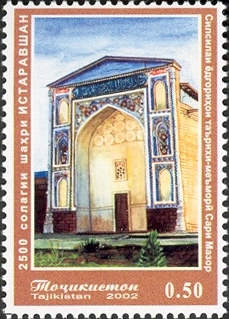
Timbre représentant une porte de la ville
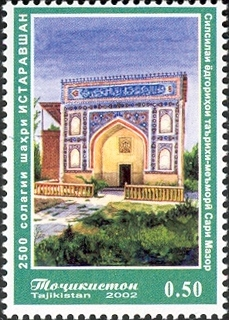
Timbre représentant une porte de la ville
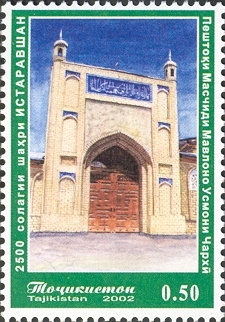
Timbre représentant une porte de la ville